# Acacia granitica
Acacia granitica é uma espécie de leguminosa do gênero Acacia, pertencente à família Fabaceae.